# Jalkapallon suomenmestaruuskilpailut 1919
Jedenáctý ročník Jalkapallon suomenmestaruuskilpailut (Finského fotbalového mistrovství) se konal za účastí čtyř klubů.
Vítězem turnaje se stal popáté ve své klubové historii HJK Helsinki, který porazil ve finále Viipurin Reipas 1:0.